# Psilochorema nemorale
Psilochorema nemorale là một loài Trichoptera trong họ Hydrobiosidae. Chúng phân bố ở miền Australasia.